# Ballottement
 (avril 2020).
Si vous disposez d'ouvrages ou d'articles de référence ou si vous connaissez des sites web de qualité traitant du thème abordé ici, merci de compléter l'article en donnant les références utiles à sa vérifiabilité et en les liant à la section « Notes et références ».

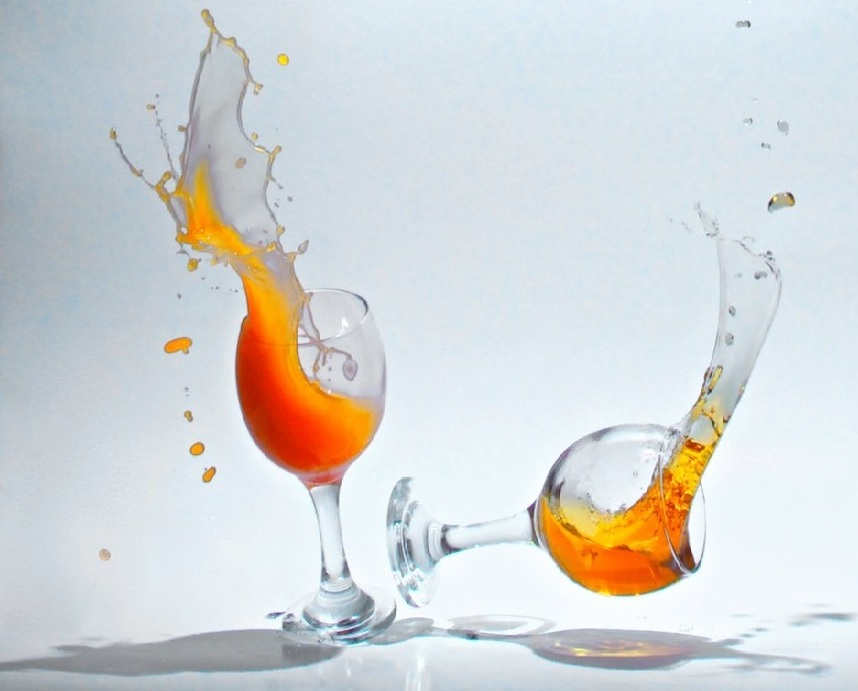
Ballottement d'un liquide

Le ballottement ou ballotement désigne les petits mouvements d'un liquide contenu dans un réservoir soumis à un mouvement accéléré et présentant une surface libre.
Lorsque le réservoir est soumis à des vibrations extérieures, celles-ci donnent naissance à des vagues se propageant à la surface du liquide. Hors cas particuliers (parois spécialement construites pour absorber les ondes), les vagues se réfléchissent sur les parois et forment des ondes stationnaires, ce qui distingue le ballottement du mouvement général des vagues en milieu ouvert.
Lorsqu'on considère les mouvements du réservoir dans son ensemble (sa structure et le liquide qu'il contient), le ballottement du liquide conduit donc à l'apparition de résonances, appelées modes de ballottement.
Ces modes de déformation de la surface libre doivent être distingués des modes de cavité acoustique du liquide dans le réservoir en ce qu'il s'agit de modes à beaucoup plus basse fréquence que les modes acoustiques proprement dits.
L'étude des modes de ballottement est d'importance dans le domaine aérospatial : le ballottement des ergols liquides dans les réservoirs peut affecter la stabilité des lanceurs ainsi que l'alimentation en ergol des moteurs.

## Une expérience de coin de table
Il est très facile de mettre en évidence le premier mode de ballottement d'un liquide dans un réservoir élancé, en couchant horizontalement une bouteille d'eau à moitié pleine, et en faisant osciller celle-ci autour d'un axe horizontal perpendiculaire à son axe principal de symétrie. À amplitudes d'oscillation fixes, la force nécessaire à l'entretien de ces oscillations est minimale pour une période d'environ 1 seconde, correspondant au temps de propagation aller-retour des vagues à la surface du liquide. Cette fréquence d'environ 1 Hz correspond à la fréquence du premier mode de ballottement longitudinal du liquide dans la bouteille.

## Un modèle simplifié de ballottement
La fréquence du premier mode de ballottement mis en évidence dans l'expérience ci-dessus peut être expliquée par un modèle unidimensionnel simple, sous les hypothèses suivantes :
- L'eau est considérée incompressible, et de densité uniforme.
- Les mouvements de la surface sont considérés comme petits par rapport à la profondeur, et l'angle (exprimé en radian) que fait la surface avec l'horizontale est petit devant l'unité.
- On ne considère que les vagues se propageant longitudinalement suivant l'axe du réservoir supposé élancé (une de ses dimensions horizontales est grande devant les autres).
- Les frottements sur le fond du réservoir sont négligés.
- L'eau est en équilibre hydrostatique, la pression à la surface étant prise comme nulle.
- Les vagues se réfléchissent parfaitement sur les parois.

En introduisant les variables suivantes :
x :  la variable d'espace dans la direction longitudinale,
g : l'accélération de la pesanteur,
h(x,t) : la hauteur perturbée du liquide au-dessus de la hauteur moyenne h0, et v(x,t) la vitesse horizontale du liquide,
la conservation des masses s'écrit :
{\displaystyle {\frac {\partial h}{\partial t}}=-h_{0}\;{\frac {\partial v}{\partial x}}}
et la conservation de la quantité de mouvement :
{\displaystyle {\frac {\partial v}{\partial t}}=-g\;{\frac {\partial h}{\partial x}}}
Ces deux équations peuvent être obtenues par linéarisation des
équations de Navier-Stokes sous les hypothèses énoncées ci-dessus.
En combinant ces deux équations, on aboutit à l'équation d'onde
sur la vitesse v(x,t) et la hauteur h(x,t), la célérité de l'onde étant donnée par :
{\displaystyle c={\sqrt {g\;h_{0}}}}
Les conditions aux limites de réflexion s'écrivant
{\displaystyle {\frac {\partial h}{\partial x}}(0,t)={\frac {\partial h}{\partial x}}(L,t)=0}
la fréquence des modes longitudinaux de ballottement est donnée par la relation
{\displaystyle f_{n}={\frac {n\;c}{2\;L}}}
L étant la longueur du réservoir, et n ≥ 1 le numéro du mode considéré.
Ainsi, pour une bouteille d'environ 30 cm de longueur et 8 cm de diamètre, la première fréquence propre est f1 = 1 Hz.

## Satellite
Un satellite néerlandais, Sloshsat-FLEVO (nl), fut lancé de Kourou, le 12 février 2005 par une fusée Ariane V pour étudier cette dynamique en état d'impesanteur. Il se trouve sur une orbite de transfert géostationnaire et est équipé d'un réservoir, bardé de capteurs, de 87 litres contenant 35 litres d'eau déminéralisée.